# Шнейдер, Юрий Гдальевич
Юрий Гдальевич Шнейдер (13 июня 1913 — 1995) — советский учёный, металловед, спортсмен (теннис), афорист. Доктор технических наук, профессор (1971), заслуженный изобретатель РСФСР. Чемпион Ленинграда по теннису (1944).   Специалист в области чистовой обработки металлов.  Один из создателей направления «Регуляризация микрогеометрии технических поверхностей — улучшение эксплуатационных свойств машин, приборов и аппаратов». Руководитель разработки стандарта ГОСТ 24773-81 «Поверхности с регулярным микрорельефом» (1980). Основоположник научно-педагогической школы университета ИТМО «Оптимизация поверхностного слоя деталей».

## Биография
Юрий Гдальевич Шнейдер родился в 1913 году в Санкт-Петербурге. В 1939 году окончил Ленинградский институт точной механики и оптики. Был учеником фрезеровщика. В 1938 году женился. С 1939 по 1945 год работал мастером на заводе им. Кулакова. Когда началась Великая Отечественная война, был старшим мастером в инструментальном цехе. Во время блокады Ленинграда в 1942 году не мог даже ходить от голода. После окончания войны вернулся к научной деятельности. В 1944 году завоевал звание чемпиона Ленинграда по теннису. С 1947 по 1950 год был ассистентом в ЛИТМО. В 1950 году стал доцентом. В 1971 году получил звание профессора. Был научным руководителем более 80 будущих докторов и кандидатов наук. В 1982 году выпустил книгу «Эксплуатационные свойства деталей с регулярным микрорельефом». Написал более 200 работ и имел свыше 100 изобретений. Был награждён государственными наградами СССР.
Юрий Гдальевич Шнейдер умер в 1995 году.

## Основные работы
- Чистовая обработка металлов давлением/ Ю. Г. Шнейдер. - Москва ; Ленинград : Машгиз, 1963. - 270 с. : ил. - 1.05 р.
- Холодная бесштамповая обработка металлов давлением/ Ю. Г. Шнейдер. - 3-е изд., перераб. и доп. - Ленинград : Машиностроение, 1967. - 352 с. : ил. - 1.42 р.
- Эксплуатационные свойства деталей с регулярным микрорельефом: научное издание / Ю. Г. Шнейдер. - 2-е изд., перераб. и доп. - Ленинград : Машиностроение, 1982. - 248 с. : рис., табл. - 1.10 р.
- Афоризмы и морализмы / Ю. Г. Шнейдер; сост., предисл. Г. Кушнер. — М.: ЯникО, 2002. — 157 с.